# Jakob Hilchen
Jakob Hilchen, född i Livland, död mellan 1688 och 1694, var en svenska adelsman och kommendant.

## Biografi
Hilchen föddes i Livland. Han var son till gårdsägaren Frans Hilchen och Sofia Friederichs. Hilchen blev 1655 löjtnant vid livgardet. Där efter anställdes han först vid pfalzgrevens av Sulzbach infanteriregemente, sedan i gottorpsk tjänst. Han var major i gottorpsk tjänst, då danska kriget bröt ut. Han blev kammarherre kung Carl X Gustaf. År 1660 blev han överstelöjtnant vid Östgöta infanteriregemente, men tillträdde inte tjänsten och fick därefter överstelöjtnants karaktär. År 1664 blev han svensk adelsman tillsammans med sin bror Frans Hilchen och introducerades i Sveriges Riddarhus samma år som nummer 683. Han blev 1675 kommendant på Johannisborg och skansarna vid Bråviken, men avstod från tjänsten. Hilchen kallades sedan överste och avled någon gång mellan 1688 och 1694.

### Egendom
Hilchen ägde gården Grönlund i Åsbo socken.

### Familj
Hilchen gifte sig 1658 med Brita Törnsköld (1626–1693). Hon var dotter till assessorn Peder Törnsköld och Vendela Mårtensdotter. Brita Törnsköld var änka efter assessorn Måns Ekegren. Hilchen och Törnsköld fick tillsammans dottern Christina Hilchen (död 1702) som var gift med ryttmästaren Jöns Lünow.